# S.A.L.M.O. Documentary
S.A.L.M.O. Documentary è il primo album dal vivo del rapper italiano Salmo, pubblicato il 17 giugno 2014 dalla Tanta Roba.

## Descrizione
Annunciato dal rapper stesso come ultimo disco sotto la Tanta Roba, S.A.L.M.O. Documentary contiene dodici tracce eseguite dal vivo nel corso del tour in supporto al terzo album in studio Midnite più il brano inedito Mussoleeni, estratto come unico singolo il 6 giugno e anticipato dal relativo videoclip il giorno precedente.

## Tracce
CD
1. Russell Crowe – 3:16
2. Old Boy – 3:28
3. Redneck – 1:33
4. Live Fast Die Young – 1:14
5. Yoko Ono – 3:50
6. Death USB – 3:04
7. Stupido gioco del rap – 3:33
8. S.A.L.M.O. – 3:59
9. Weishaupt – 4:49
10. Disobey – 2:24
11. Un Dio personale – 2:04
12. Faraway – 3:30
13. Mussoleeni – 2:24 – inedito in studio

DVD
1. S.A.L.M.O. Documentary – 48:10

## Formazione
- Salmo – rapping, voce
- Claudio Cossu – chitarra
- Marco Manueddu – basso
- Gabriele Deiana – batteria
- DJ Slait – giradischi

## Classifiche
| Classifica (2014) | Posizione massima |
| ----------------- | ----------------- |
| Italia            | 3                 |